# Virslīga 1943
L'edizione 1943 della Virslīga fu la seconda del massimo campionato lettone di calcio sotto il dominio tedesco; fu vinta dall'ASK Riga, giunto al suo terzo titolo.

## Formula
Il campionato era disputato da sette squadre che si incontrarono in turni di sola andata, per un totale di 6 turni; erano previsti due punti per la vittoria, uno per il pareggio e zero per la sconfitta.

## Classifica finale
|                     | Pos. | Squadra          | Pt | G | V | N | P | GF | GS | DR  |
| ------------------- | ---- | ---------------- | -- | - | - | - | - | -- | -- | --- |
| Lettonia (bandiera) | 1.   | ASK Rīga         | 11 | 6 | 5 | 1 | 0 | 19 | 5  | +14 |
|                     | 2    | Olimpija Liepāja | 10 | 6 | 4 | 2 | 0 | 20 | 11 | +9  |
|                     | 3    | RFK Riga         | 8  | 6 | 3 | 2 | 1 | 13 | 9  | +4  |
|                     | 4    | VEF Riga         | 7  | 6 | 3 | 1 | 2 | 14 | 9  | +5  |
|                     | 5    | Rīgas Vilki      | 4  | 6 | 2 | 0 | 4 | 12 | 15 | -3  |
|                     | 6    | Jelgavas SB      | 1  | 6 | 0 | 1 | 5 | 8  | 18 | -10 |
|                     | 7    | LDzB Riga        | 1  | 6 | 0 | 1 | 5 | 4  | 23 | -19 |